# Jacob Philip Tollstorp
Jacob Philip Tollstorp, född 12 juni 1777 i Borås, död 17 oktober 1848 i Stockholm, var en svensk fabrikör, publicist och topografisk författare.
Tollstorp studerade vid Lunds universitet, blev auskultant i Bergskollegium och blev efter en kurortsresa till Frankrike handelsresande. Han var fabrikör i Borås, senare grosshandlare i Göteborg, handlande i Motala och gästgivare i Medevi. Efter att hans tidigare näringsrörelse 1829 hade gått i konkurs, blev han 1830 boktryckare i Vadstena och grundade 1831 Wadstena Weckoblad (Libris 2834216), stadens första tidning. 1832 flyttade han till Linköping och 1838 till Stockholm.
Han ska 1832 ha blivit bötfälld i ett tryckfrihetsmål, för att i Wadstena Weckoblad olovligen ha återgett en artikel ur ett annat blad.